# Köpcsény
Köpcsény (németül Kittsee, szlovákul Kopčany, horvátul Gijeca) falu Ausztriában, Burgenland tartományban, a Nezsideri járásban, bár területének egy részét a második világháborút követően Csehszlovákiához (később Pozsonyhoz) csatolták.

## A név etimológiája
A kék melléknév kicsinyítőképzős alakja.

## Fekvése
Nezsidertől 32 km-re északkeletre a szlovák határ mellett, Pozsonnyal átellenben fekszik.

## Története
A régészeti leletek tanúsága szerint területén már a kőkorszakban is éltek emberek. A falutól nyugatra menő út mentén földmunkák során a wieselburgi kultúrához tartozó sírok kerültek elő. A római korban Köpcsénytől délre vezetett a Carnuntumot Gerulatával összekötő út. A középkorban erre vezetett a legrövidebb út Bécsből Magyarország belseje felé.
Kőpcsényt 1291-ben említik először (Chuzthu, UrkBurg. 2: 232), 1390 Koeche néven szerepel, egyesek szerint neve magyar eredetű és eredeti alakja Küccse volt. 11. századi besenyő határőrtelepülés. Mint a Duna kapujában álló település mindig fontos védelmi szerepet kapott. A településen királyi határvár épült, egyes források szerint talán már a 12. században. A várat 1363-ban „Castrum Kuchhe” néven említik.
1198-ban itt táborozott I. Frigyes keresztes hada. Itt csapott össze II. Géza serege az osztrákokkal. 1264-ben itt tartotta esküvőjét IV. Béla Béla fia és Kunigunda, II. Ottokár cseh király  unokahúga. 1291-ben itt kötött békét III. András I. Albert Babenbergi herceggel.
1363 után a Scharfenecki, Szentgyörgyi, Esterházy és Batthyány családok birtokolták. 1416-ban „oppidum Kwkche” néven már mezővárosként szerepel.
1455-ben itt találkozott Hunyadi János Cilleivel. 1526-ban itt fogadta I. Ferdinánd a magyar követeket, innen indult a fehérvári koronázásra. 1529-ben és 1683-ban török pusztította. Az 1529. évi támadásban sok ház mellett elpusztult a 300 éves templom is. Az elpusztított lakosság helyére horvát telepesek érkeztek. Az 1659-es egyházi vizitáció szerint ekkor a lakosság egyik fele horvát, a másik fele német volt, de 1715-re már a németek voltak többségben. A 16. században a reformáció itt is gyorsan elterjedt. 1676-ban, amikor  a város Eszterházy-birtok lett, népe újra visszatért a katolikus hitre. 1679-ben a pestis követelt áldozatokat. Az 1683-as török hadjárat idején erre vonult vissza Lotaringiai Károly serege a török elől, majd a Bécs alatti vereség után erre menekültek a török sereg maradványai. Sokat szenvedett a település Bocskai és Bethlen hadaitól, majd 1704-ben a kuruc hadaktól is. 1809-ben Napóleon hadai szállták meg a várost és a lakosságnak kellett élelmet és szállást biztosítani számukra. 1848-ban a schwechati csata előtt sok helybeli népfelkelő csatlakozott a honvédsereghez, majd a vereség után hazatért. Az Eszterházi család 200 évig  volt Köpcsény ura, 1880-tól a falu fő birtokosa a Batthyány-Strattmann család lett. 1921-ig itt működött Batthyány-Strattmann László kórháza (Magyar katolikus lexikon), ahol az emberszeretetéről és mély vallásosságáról híres herceg szegény ember szembetegségét gyógyította meg, sokszor fizetség nélkül.
A trianoni békeszerződésig Moson vármegye Rajkai járásához tartozott.  A második világháború frontharcai során a kastély bombatalálatot kapott a templomot pedig a visszavonuló németek robbantották fel. 1945 márciusában a kórházat is ki kellett üríteni. Berendezését, személyzetét és betegeit egy Passau közelében lévő kolostorba menekítették és csak 13 hónap után térhettek vissza.

## Népessége
1910-ben 3123 lakosából 1180 német, 1054 horvát és 756 magyar volt.
2001-ben 1877 lakosából 1686 német, 28 magyar, 54 horvát, 36 szlovák nemzetiségű volt.

## Nevezetességei

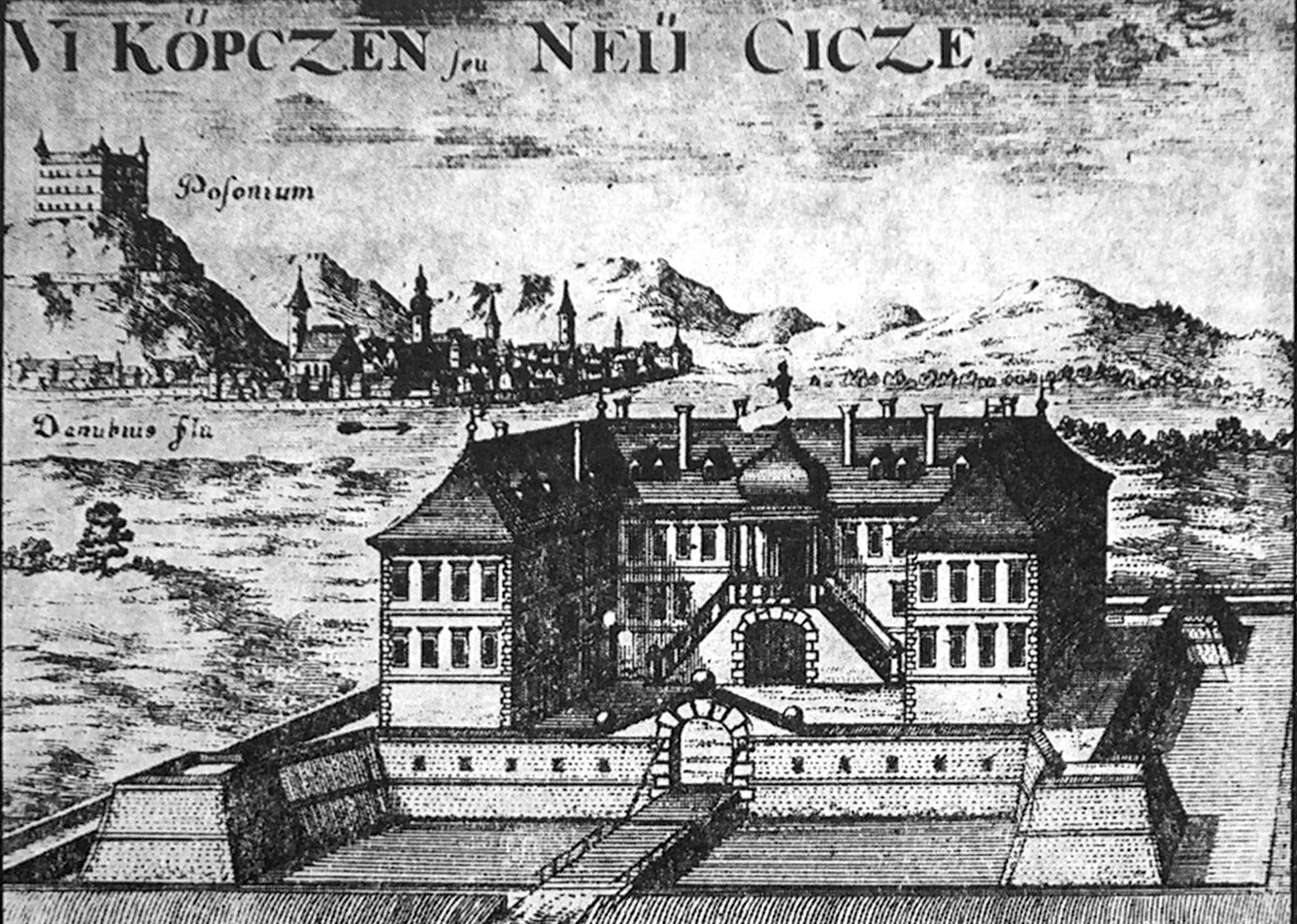
A köpcsényi barokk kastély 1680. körül

- Középkori templomából 1529 után csak a torony (Pogány-torony) maradt meg. Az eredeti templom 1250 előtt épült, Szent Pongrác tiszteletére szentelték. Mai Szent Kereszt felmagasztalása temploma 1736-ban épült. 1795-ben leégett. (1808-ig a Nagyboldogasszony temploma volt.) 1945-ben a németek felrobbantották, így 1948 és 1952 között teljesen újjá kellett építeni.
- Régi kastélya 12. századi vízivár volt, 1344-től említik, 1529-ben a török pusztította el. Helyére 1552-ben új udvarházat emeltek.
- Újabb kastélya 1668-ban épült az udvarház bővítésével, 1969-ben megújították, 1974-óta néprajzi múzeum. Főbejáratának vasrácsos kapuja eredetileg az osztrák-francia pavilont díszítette a párizsi világkiállításon 1900-ban.
- A Szentháromság-oszlop 1727-ben készült, Szent Rókus és Szent Sebestyén mellékalakjaival.
- Az Immaculata-szobor 18. századi.
- A Heidenturm a középkori Lebern falu Szent Mihály templomának maradványa, mely az 1529-es török pusztítást egyedüliként vészelte át.
- Az ún. Kék kereszt a pozsonyi út mellett áll, 1752-ben a Batthyány család állíttatta.
- Hauswirth Csokoládégyár

## Híres emberek
- Itt született 1619. augusztus 16-án br. Liszti László író.
- Itt született 1628-ban gr. Listi László költő, aki vérpadon végezte.
- Itt született 1831. június 28-án Joachim József hegedűművész, zeneszerző.
- Itt született 1901. október 16-án Kutasy Viktor erdőmérnök
- Itt kezdte szemorvosi tevékenységét boldog dr. Batthyány-Strattmann László herceg.

## Képgaléria

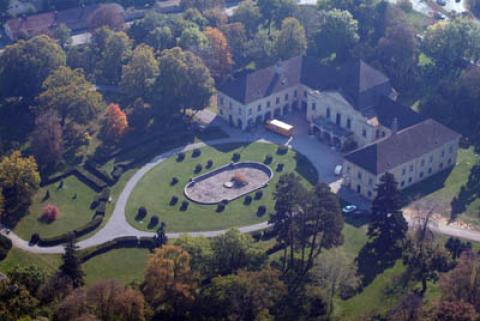
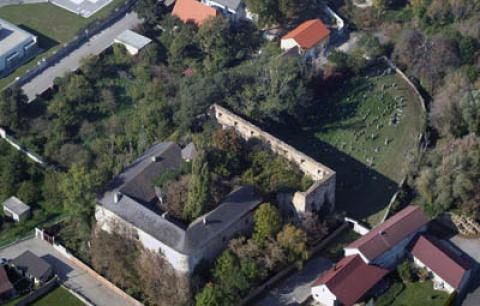
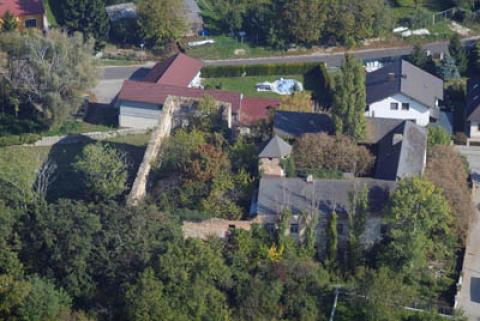
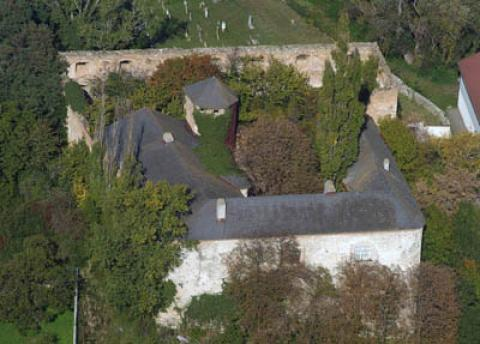

## Külső hivatkozások
- Hivatalos oldal
- Tourist-channel.sk